# 미조구치 타쿠야
미조구치 타쿠야(일본어: 溝口琢矢 미조구치 다쿠야[*], 1995년 5월 9일~)는 일본의 영화 배우이다.

## 출연 작품

### 영화
- 2010년 《가면라이더x3 더무비 초전왕 트릴로지 - 에피소드 레드》
- 2011년 《닌자 키즈!!!》
- 2015년 《조커 게임》

### 드라마
- 2015년 《가면라이더 고스트》